# Хорхе Васкес
Хорхе Альфредо Васкес (ісп. Jorge Alfredo Vásquez, нар. 23 квітня 1945) — сальвадорський футболіст, що грав на позиції півзахисника.

## Клубна кар'єра
У дорослому футболі дебютував 1962 року виступами за команду УЕС, в якій провів десять сезонів, після чого один рік провів у клубі «Мунісіпаль Ліменьйо». 1974 року перейшов до клубу «Платенсе Мунісіпаль», у якому і завершив ігрову кар'єру у 1979 році.

## Виступи за збірну
Васкес представляв Сальвадор на Олімпійських іграх 1968 року у Мехіко, де зіграв у всіх трьох матчах — проти Ізраїлю, Угорщини та Гани.
У складі національної збірної Сальвадору був учасником чемпіонату світу 1970 року у Мексиці, на якому також зіграв у всіх трьох матчах — проти Мексики, Бельгії та СРСР.